# Industriarbetare
Industriarbetare är yrkesbenämning för personer som arbetar under tillverkningsindustrins kollektivavtal, till skillnad från tjänstemän inom samma bransch. 